# 3 Chains o' Gold
3 Chains o' Gold es una película de 1994 lanzada para vídeos domésticos, producida y dirigida por Prince y en la que actúan los miembros de la The New Power Generation. Está organizada alrededor de una serie de vídeos de su álbum Love Symbol, que se enlazan con una vaga trama.